# جایزه جهانی لوریوس برای بازگشت سال
جایزه جهانی لوریوس برای بازگشت سال یک جایزه سالانه برای قدردانی از دستاوردهای افراد یا تیم‌هایی است که عملکرد بازگشتی در دنیای ورزش داشته‌اند. این جایزه برای اولین بار در سال ۲۰۰۰ به عنوان یکی از هفت جایزه اصلی ارائه شده در جوایز لوریوس اهدا شد. این جوایز توسط جایزه لوریوس برای ورزش دائم، یک سازمان جهانی که در بیش از ۱۵۰ پروژه خیریه که از ۵۰۰۰۰۰ جوان حمایت می‌کند، ارائه می‌شود. اولین مراسم در ۲۵ مهٔ ۲۰۰۰ در مونت‌کارلو برگزار شد و نلسون ماندلا سخنرانی اصلی را در آن انجام داد. تا تاریخ ۲۰۲۰، فهرست کوتاه شش تیمی از نامزدهای این جایزه از سوی هیئتی متشکل از «ویراستاران، نویسندگان و پخش‌کنندگان برجسته ورزشی جهان» آمده‌است. سپس آکادمی جهانی ورزش لوریوس برنده‌ای را انتخاب می‌کند که در مراسم سالانه جوایز که در مکان‌های مختلف در سراسر جهان برگزار می‌شود، تندیس لوریوس که توسط کارتیه ساخته شده‌است، به او اهدا می‌شود. این جوایز بسیار معتبر در نظر گرفته می‌شوند و اغلب به عنوان معادل ورزشی اسکار شناخته می‌شوند.
برنده افتتاحیه این جایزه لانس آرمسترانگ دوچرخه‌سوار آمریکایی جاده‌ای بود. او پس از بهبودی از سرطان بیضه که به مغز، ریه و شکم او سرایت کرده بود، در سال ۱۹۹۸ به دوچرخه‌سواری بازگشت و در تور دو فرانس ۱۹۹۹ قهرمان شد. پس از مثبت شدن تست دوپینگ آرمسترانگ در سال ۲۰۱۳، تمام جوایز و نامزدی‌های او در تاریخ جوایز لوریوس لغو شدند. تا تاریخ ۲۰۲۱، هر سال این جایزه توسط یک ورزشکار برنده دریافت شده (۷ بار زنان، ۱۵ بار مردان)، اگرچه ده تیم نیز نامزد این جایزه شده‌اند - تیم ملی کریکت انگلستان (۲۰۰۵)، میامی هیت (۲۰۰۷)، تیم ملی راگبی ۱۳ نفره بریتانیای کبیر (۲۰۰۸)، کروسیدرز (۲۰۱۲)، کوئینزلند ردز (۲۰۱۲)، تیم کاپ رایدر اروپا (۲۰۱۳)، تیم روئینگ هشت نفره مردان المپیک آلمان (۲۰۱۳)، تیم اوراکل آمریکا (۲۰۱۴)، بارسلونا (۲۰۱۸) و شاپه‌کوئنزه (۲۰۱۸). تنیسورها با هفت جایزه بر فهرست برندگان غالب هستند، در حالی که ورزشکاران دو و میدانی، گلف بازان و بازیکنان راگبی ۱۵ نفره دو بار برنده شده‌اند. برنده سال ۲۰۲۲ این جایزه اسکیت‌بوردسوار بریتانیایی، اسکای براون بود.

## فهرست برندگان و نامزدها
| * | نشان دهنده فردی است که جایزه یا نامزدی او بعداً لغو شد. |

| سال  | تصویر                     | برندگان          | ملیت                | ورزش          | نامزدها |
| ---- | ------------------------- | ---------------- | ------------------- | ------------- | --- |
| ۲۰۰۰ | Lance Armstrong in 2001   | لانس آرمسترانگ*  | ایالات متحده آمریکا | دوچرخه‌سواری   | آندره آغاسی ( ایالات متحده آمریکا) – تنیس لودمیلا انکوییست ( سوئد) – دو و میدانی |
| ۲۰۰۱ | Jennifer Capriati in 2004 | جنیفر کاپریاتی   | ایالات متحده آمریکا | تنیس          | هایکه درکسله ( آلمان) – دو و میدانی یانیتسا کوستلیچ ( کرواسی) – اسکی آلپاین ماریو لومیو ( کانادا) – هاکی روی یخ دارا تورس ( ایالات متحده آمریکا) – شنا                                                                                                   |
| ۲۰۰۲ | Goran Ivanisevic in 2004  | گوران ایوانیسویچ | کرواسی              | تنیس          | جان دالی ( ایالات متحده آمریکا) – گلف مایکل جردن ( ایالات متحده آمریکا) – بسکتبال برنهارد لانگر ( آلمان) – گلف ماریو لومیو ( کانادا) – هاکی روی یخ |
| ۲۰۰۳ | Ronaldo in 2005           | رونالدو          | برزیل               | فوتبال        | یانیتسا کوستلیچ ( کرواسی) – اسکی آلپاین هرمان مایر ( اتریش) – اسکی آلپاین پیت سمپراس ( ایالات متحده آمریکا) – تنیس فرانزیسکا فان آلمزیک ( آلمان) – شنا                                                                                                   |
| ۲۰۰۴ | Hermann Maier in 2006     | هرمان مایر       | اتریش               | اسکی آلپاین   | فرد کاپلز ( ایالات متحده آمریکا) – گلف اینخه ده بروین ( هلند) – شنا پیتر فورشبری ( سوئد) – هاکی روی یخ مارتینا ناوراتیلووا ( ایالات متحده آمریکا) – تنیس الکس زاناردی ( ایتالیا) – اتومبیل‌رانی                                                           |
| ۲۰۰۵ | Alex Zanardi in 2007      | الکس زاناردی     | ایتالیا             | اتومبیل‌رانی   | جان دالی ( ایالات متحده آمریکا) – گلف تیم ملی کریکت انگلستان ( انگلستان) – کریکت تاداهیرو نومورا ( ژاپن) – جودو پائولا رادکلیف ( انگلستان) – دو و میدانی شین وارن ( استرالیا) – کریکت                                                                    |
| ۲۰۰۶ | Martina Hingis in 2006    | مارتینا هینگیس   | سوئیس               | تنیس          | کایسا بریکویست ( سوئد) – دو و میدانی کیم کلایسترس ( بلژیک) – تنیس آنتوان دنریاز ( فرانسه) – اسکی آلپاین جونا لومو ( نیوزیلند) – راگبی ۱۵ نفره کالین مونتگومری ( اسکاتلند) – گلف                                                                          |
| ۲۰۰۷ | Serena Williams in 2007   | سرنا ویلیامز     | ایالات متحده آمریکا | تنیس          | درو برییس ( ایالات متحده آمریکا) – فوتبال آمریکایی بن کورتیس ( ایالات متحده آمریکا) – گلف روی جونز جونیور ( ایالات متحده آمریکا) – بوکس میامی هیت ( ایالات متحده آمریکا) – بسکتبال زین‌الدین زیدان ( فرانسه) – فوتبال                                     |
| ۲۰۰۸ | Paula Radcliffe in 2008   | پائولا رادکلیف   | بریتانیای کبیر      | دو و میدانی   | کریستین اوهوروگو ( بریتانیای کبیر) – دو و میدانی تیم ملی راگبی ۱۳ نفره بریتانیای کبیر ( بریتانیای کبیر) – راگبی ۱۳ نفره یانا پیتمن ( استرالیا) – دو و میدانی استیو استریکر ( ایالات متحده آمریکا) – گلف جانی ویلکینسون ( بریتانیای کبیر) – راگبی ۱۵ نفره |
| ۲۰۰۹ | Vitali Klitschko in 2009  | ویتالی کلیچکو    | اوکراین             | بوکس          | آنا میرز ( استرالیا) – دوچرخه‌سواری گرگ نورمن ( استرالیا) – گلف ماتیاس اشتاینر ( آلمان) – وزنه‌برداری مارتن فن در ویدن ( هلند) – شنا تایگر وودز ( ایالات متحده آمریکا) – گلف                                                                               |
| ۲۰۱۰ | Kim Clijsters in 2010     | کیم کلایسترس     | بلژیک               | تنیس          | لانس آرمسترانگ* ( ایالات متحده آمریکا) – دوچرخه‌سواری جسیکا انیس-هیل ( بریتانیای کبیر) – دو و میدانی برت فاور ( ایالات متحده آمریکا) – فوتبال آمریکایی بلانکا ولاشیچ ( کرواسی) – دو و میدانی تام واتسون ( ایالات متحده آمریکا) – گلف                      |
| ۲۰۱۱ | Valentino Rossi in 2010   | والنتینو روسی    | ایتالیا             | موتوجی‌پی      | کارولینا کلیفت ( سوئد) – دو و میدانی مرلن اوتی ( اسلوونی) – دو و میدانی تایسون گی ( ایالات متحده آمریکا) – دو و میدانی ژوستین انه ( بلژیک) – تنیس پائولا کریمر ( ایالات متحده آمریکا) – گلف                                                              |
| ۲۰۱۲ | Darren Clarke in 2009     | دارن کلارک       | بریتانیای کبیر      | گلف           | کروسیدرز ( نیوزیلند) – راگبی ۱۵ نفره اریک آبیدال ( فرانسه) – فوتبال کوئینزلند ردز ( استرالیا) – راگبی ۱۵ نفره لیو شیانگ ( چین) – دو و میدانی سرخیو گارسیا ( اسپانیا) – گلف                                                                               |
| ۲۰۱۳ | Felix Sanchez in 2013     | فلیکس سانچز      | جمهوری دومینیکن     | دو و میدانی   | آنا میرز ( استرالیا) – دوچرخه‌سواری ارنی الس ( آفریقای جنوبی) – گلف تیم کاپ رایدر اروپا ( اروپا) – گلف تیم روئینگ هشت نفره مردان المپیک آلمان ( آلمان) – روئینگ تیرونش دیبابا ( اتیوپی) – دو و میدانی                                                     |
| ۲۰۱۴ | Rafael Nadal in 2014      | رافائل نادال     | اسپانیا             | تنیس          | یلنا ایسینبایوا ( روسیه) – دو و میدانی تیم اوراکل آمریکا ( ایالات متحده آمریکا) – قایقرانی بادبانی تونی پارکر ( فرانسه) – بسکتبال رونالدینیو ( برزیل) – فوتبال تایگر وودز ( ایالات متحده آمریکا) – گلف                                                   |
| ۲۰۱۵ | Schalk Burger in 2008     | شالک برگر        | آفریقای جنوبی       | راگبی ۱۵ نفره | فرانچسکو آچربی ( ایتالیا) – فوتبال دیگو میلیتو ( آرژانتین) – فوتبال جو پاوی ( بریتانیای کبیر) – دو و میدانی پیر ولتیه ( فرانسه) – اسنوبردسواری الیور ویلسون ( بریتانیای کبیر) – گلف                                                                      |
| ۲۰۱۶ | Dan Carter in 2011        | دن کارتر         | نیوزیلند            | راگبی ۱۵ نفره | جسیکا انیس-هیل ( بریتانیای کبیر) – دو و میدانی میک فانینگ ( استرالیا) – موج‌سواری مایکل فلپس ( ایالات متحده آمریکا) – شنا دیوید رودیشا ( کنیا) – دو و میدانی لیندزی وان ( ایالات متحده آمریکا) – اسکی آلپاین                                              |
| ۲۰۱۷ | Michael Phelps in 2017    | مایکل فلپس       | ایالات متحده آمریکا | شنا           | روث بیتیا ( اسپانیا) – دو و میدانی خوان مارتین دل پوترو ( آرژانتین) – تنیس فابین سنت لوییس ( موریس) – سه‌گانه نیک اسکلتون ( بریتانیای کبیر) – سوارکاری اکسل لوند اسویندال ( نروژ) – اسکی آلپاین                                                           |
| ۲۰۱۸ | Federer in 2016           | راجر فدرر        | سوئیس               | تنیس          | بارسلونا ( اسپانیا) – فوتبال جاستین گاتلین ( ایالات متحده آمریکا) – دو و میدانی سالی پیرسون ( استرالیا) – دو و میدانی والنتینو روسی ( ایتالیا) – موتوجی‌پی شاپه‌کوئنزه ( برزیل) – فوتبال                                                                   |
| ۲۰۱۹ | Woods in 2018             | تایگر وودز       | ایالات متحده آمریکا | گلف           | وینش فوگات ( هند) – کشتی آزاد یوزورو هان‌یو ( ژاپن) – اسکیت نمایشی مارک مک‌موریس ( کانادا) – اسنوبردسواری لیندزی وان ( ایالات متحده آمریکا) – اسکی آلپاین بیبیان منتل ( هلند) – پارا-اسنوبردسواری                                                          |
| ۲۰۲۰ | Flörsch in 2016           | سوفیا فلورش      | آلمان               | اتومبیل‌رانی   | اندی ماری ( بریتانیای کبیر) – تنیس کریستین لیلیفانو ( استرالیا) – راگبی ۱۵ نفره کووای لنارد ( ایالات متحده آمریکا) – بسکتبال لیورپول ( بریتانیای کبیر) – فوتبال نیتن آدریان ( ایالات متحده آمریکا) – شنا                                                 |
| ۲۰۲۱ | –                         | مکسنس پاروت      | کانادا              | اسنوبردسواری  | دنیل بارد ( ایالات متحده آمریکا) – بیسبال کنتو موموتا ( ژاپن) – بدمینتون الکس مورگان ( ایالات متحده آمریکا) – فوتبال میکائلا شیفرین ( ایالات متحده آمریکا) – اسکی آلپاین الکس اسمیت ( ایالات متحده آمریکا) – فوتبال آمریکایی                             |
| ۲۰۲۲ |                           | اسکای براون      | بریتانیای کبیر      | اسکیت‌بوردینگ  | آنمیک فان فلوتن ( هلند) – دوچرخه‌سواری مارک مارکز ( اسپانیا) – موتوجی‌پی مارک کاوندیش ( بریتانیای کبیر) – دوچرخه‌سواری سیمون بایلز ( ایالات متحده آمریکا) – ژیمناستیک تام دیلی ( بریتانیای کبیر) – شیرجه                                                    |

## آمار
آمار تا سال ۲۰۲۲ ثبت شده‌است.
| * | آماری را نشان می‌دهد که شامل موارد حذف شده نیست. |

| کشور                | برندگان | نامزدی‌ها |
| ------------------- | ------- | -------- |
| ایالات متحده آمریکا | ۴*      | ۳۱*      |
| بریتانیای کبیر      | ۳       | ۱۳       |
| ایتالیا             | ۲       | ۳        |
| سوئیس               | ۲       | ۲        |
| آلمان               | ۱       | ۵        |
| اسپانیا             | ۱       | ۴        |
| کانادا              | ۱       | ۳        |
| کرواسی              | ۱       | ۳        |
| بلژیک               | ۱       | ۲        |
| نیوزیلند            | ۱       | ۲        |
| برزیل               | ۱       | ۲        |
| اتریش               | ۱       | ۱        |
| آفریقای جنوبی       | ۱       | ۱        |
| جمهوری دومینیکن     | ۱       | ۱        |
| اوکراین             | ۱       | ۱        |
| استرالیا            | ۰       | ۹        |
| فرانسه              | ۰       | ۵        |
| سوئد                | ۰       | ۴        |
| هلند                | ۰       | ۴        |
| ژاپن                | ۰       | ۳        |
| آرژانتین            | ۰       | ۲        |
| انگلستان            | ۰       | ۲        |
| چین                 | ۰       | ۱        |
| اتیوپی              | ۰       | ۱        |
| اروپا               | ۰       | ۱        |
| هند                 | ۰       | ۱        |
| کنیا                | ۰       | ۱        |
| موریس               | ۰       | ۱        |
| نروژ                | ۰       | ۱        |
| روسیه               | ۰       | ۱        |
| اسکاتلند            | ۰       | ۱        |
| اسلوونی             | ۰       | ۱        |

| ورزش              | برندگان | نامزدی‌ها |
| ----------------- | ------- | -------- |
| تنیس              | ۸       | ۸        |
| دو و میدانی       | ۲       | ۲۰       |
| گلف               | ۲       | ۱۶       |
| راگبی ۱۵ نفره     | ۲       | ۵        |
| فوتبال            | ۱       | ۹        |
| اسکی آلپاین       | ۱       | ۸        |
| شنا               | ۱       | ۶        |
| اتومبیل‌رانی       | ۱       | ۲        |
| اسنوبردسواری      | ۱       | ۲        |
| موتوجی‌پی          | ۱       | ۲        |
| بوکس              | ۱       | ۱        |
| اسکیت‌بردینگ       | ۱       | ۱        |
| بسکتبال           | ۰       | ۴        |
| دوچرخه‌سواری       | ۰*      | ۴*       |
| فوتبال آمریکایی   | ۰       | ۳        |
| هاکی روی یخ       | ۰       | ۳        |
| کریکت             | ۰       | ۲        |
| بدمینتون          | ۰       | ۱        |
| بیسبال            | ۰       | ۱        |
| اسکیت نمایشی      | ۰       | ۱        |
| کشتی آزاد         | ۰       | ۱        |
| جودو              | ۰       | ۱        |
| پارا-اسنوبردسواری | ۰       | ۱        |
| روئینگ            | ۰       | ۱        |
| راگبی ۱۳ نفره     | ۰       | ۱        |
| قایقرانی بادبانی  | ۰       | ۱        |
| موج‌سواری          | ۰       | ۱        |
| سه‌گانه            | ۰       | ۱        |
| وزنه‌برداری        | ۰       | ۱        |
| ژیمناستیک         | ۰       | ۱        |